# Оникієве
Оникі́єве (в минулому — Оникіївка) — село в Україні, у Мар'янівській сільській громаді Новоукраїнського району Кіровоградської області. Населення становить 1262 осіб.

## Географія
Село Оникієве розташоване у витоків річки Велика Вись, за 30 км на південний схід від міста Мала Виска та за 7 км від залізничної станції Плетений Ташлик.

## Історія
Село Оникієве виникло в XVIII ст. при витоці річки Велика Вись.
Колись село називалось Оникіївка, воно було далеко відоме за межами області. Навіть старожили не пам'ятають, чи назва села коли-небудь змінювалася. Назва його походить від прізвища давньої поміщиці Оникіївської, яка жила у місцевому маєтку. В 1873 році маєток перейшов у власність пана Велицького, який господарював до 1893 року, але назва села не змінювалася.
До революції Оникіївка була невеликим селом. В ньому налічувалося 2 великі будинки, 104 хати і дві землянки. Населення складало 548 чоловік.
За історичними даними в 50-тих роках XVII століття на місці колишнього СПТУ№ 37, а зараз оздоровчого центру «ОНІКС», поміщиця Оникіївська побудувала собі маєток. Це була красива споруда, обсаджена сосновими та листяними деревами. Біля будинку був великий фонтан, внизу — красивий ставок. Навколо маєтку почали будувати свої убогі хатини кріпосні селяни, які були власністю поміщиці. Незабаром цих хаток з'явилося декілька десятків. Так і виникло село Оникіївка.
Одна панська споруда і деякі насадження збереглися до цього часу і мають історичне значення.
До 1861 року село було кріпосницьке, селяни були власністю місцевих поміщиків. Після реформи селяни стали вільними, хоч і були в залежності від поміщиків–власників економії панів Велицьких, Шев'якових з (1893—1917р). Поміщик Шев'яков мав у своєму володінні близько 1335 десятин, решта землі була в інших селах. Промисловими заняттями селяни не займалися, якщо не рахувати виготовлення цегли на невеликій цегельні, що належала поміщику Федору Шев′якову. Ця цегла йшла на спорудження поміщицьких будівель.
Станом на 1886 рік у селі Плетено-Ташлицької волості Єлисаветградського повіту Херсонської губернії мешкало 599 осіб, налічувалось 74 дворових господарства, існували православна церква, лавка та постоялий двір.
В країні прокотилася могутня хвиля революційного руху. Оникіївці не були сторонніми спостерігачами великих історичних подій. Революційно настроєні селяни об'єднувалися в гуртки і організації для підпільної роботи серед селян — бідняків. В 1917 році ця група чоловік очолила відкритий виступ проти поміщика. Пан побоюючись розправи, втік, а економія була розібрана повсталими.
В 1929 році почалася організація колективного господарства. Більшість селян з охотою записувалися до колгоспу, більш заможніші чогось очікували, а куркулі відкритого виступали проти їх організації, проте на кінець 1930 року колективізацію було завершено повністю. Колгосп мав назву «Безвірник», його очолив посланець партії Ройтман. В жовтні 1942 року Ройтмана разом з дружиною і трьома неповнолітніми дітьми було розстріляно нацистами в Люцому лісі с. Оникієве.
1 квітня 1974 року відкрито турбазу «Лісова пісня».
17 січня 1999 року в селі Оникієве відкрито на місці колишнього дитячого садка «Колосок» на кошти місцевого колгоспу «Победа» (голова колгоспу Вишневський А .М.), за допомогою сільської ради (сільський голова Каменев Микола Микитович), Оникіївського держлісгоспу (директор Єрмолаєв Володимир Григорович) і на пожертвування громадян сільської ради Українську Православну Церкву імені Серафима Саровського. Перший священник — Карпець Олександр Пилипович.

## Населення
Згідно з переписом УРСР 1989 року чисельність наявного населення села становила 1701 особа, з яких 886 чоловіків та 815 жінок.
За переписом населення України 2001 року в селі мешкало 1508 осіб.

### Мова
Розподіл населення за рідною мовою за даними перепису 2001 року:
| Мова       | Відсоток |
| ---------- | -------- |
| українська | 96,43 %  |
| російська  | 2,12 %   |
| білоруська | 0,79 %   |
| вірменська | 0,33 %   |
| молдовська | 0,26 %   |

## Сьогодення
У селі є загальноосвітня школа, дитячий садок, амбулаторія, відділення зв'язку, будинок культури, бібліотека, 6 магазинів, перукарня. На території сільської ради працюють 9 фермерських господарств і 670 особистих сільських господарств, СТОВ «Победа», Оникіївський держлісгосп, оздоровчий комплекс «Лісова пісня». Сільською радою з 2009 року керує Інна Борисівна Воєвода.

### Спорт
Оникієве — спортивне село. Молодь бере активну участь у різних спортивних заходах як села, району так і області. І не дивно, що серед нагород спортсменів села багато грамот за зайняті перші місця в змаганнях з футболу, гирьового спорту, легкої атлетики, дартсу, футзалу, волейболу, баскетболу, настільного тенісу, козацьких ігор, шахів. Починаючи з 2003 року спортсмени сільської ради отримують лише перше або друге місце в спартакіадах району.
- Так в 2003 році команда села зайняла 1-е місце в обласній спартакіаді за звання «Найкраще спортивне село».
- В 2004 році — перше місце в спартакіаді «Найкраще спортивне село».
- В 2005 році також перше місце.
- В 2006 році третє місце в спартакіаді.
- В 2009 році за ініціативи молоді села створено майданчик для пляжного волейболу та в подальшому проведення щорічного турніру.

## Символіка

### Герб
Срібний вилоподібний хвилястий нитяний хрест ділить щит на верхнє синє та бокові зелені поля і спирається на срібну хвилясту нитяну балку, яка завершує чорну окраїну; у синьому полі — золоте сонце, у кожному зеленому полі — золотий дуб.

### Прапор
Квадратне полотнище складається з синьої древкової та жовтої вільної трикутних половин, у синьому полі — жовте сонце, у жовтому полі — зелений дуб; діаметр сонця і висота дуба дорівнюють 1/3 ширини полотнища.

## Відомі люди
- Гайдаєнко Іван Петрович був членом відомого судна «Комсомолець», який був захоплений іспанськими заколотниками. Потім він написав ряд творів, збірку своїх творів передав землякам — оникіївцям. Ці твори зберігаються в сільській бібліотеці.
- Катана Гаврило Макарович — Герой Соціалістичної праці, бригадир тракторної бригади колгоспу"Побєда".
- Каменєва Майя Михайлівна — ланкова колгоспу «Побєда», двічі обиралася депутатом Верховної Ради України, нагороджена Срібною медаллю та Орденом Леніна.
- Красовський Володимир Ісайович — тракторист колгоспу «Побєда», нагороджений Орденом Леніна.